# Polymera (Polymera) neoclausa
Polymera (Polymera) neoclausa is een tweevleugelige uit de familie steltmuggen (Limoniidae). De soort komt voor in het Neotropisch gebied.